# 야가촌 (히로시마현)
야가촌(矢賀村)은 히로시마현 아키군에 설치되었던 촌이다. 1929년 4월 1일 히로시마시에 편입합병되어 소멸하였다. 히로시마시에 편입되어 히가시구 야가가 되었다.